# Филип Швапски
Филип Швапски (1177 — Бамберг, 21. јун 1208) је био краљ Немачке (1198—1208) и војвода Швапске. Цар Отон IV је био његов ривал.
Смрт Филиповог старијег брата цара Хенрика VI, цара Светог римског царства, 1197. године значила је да је владавина Хоенштауфена (која је досезала чак до Краљевине Сицилије) пропала у царској Италији и створила вакуум моћи северно од Алпа. Резерве у погледу краљевске функције Хенриковог малолетног сина, Фридриха, довеле су до два краљевска избора 1198. године, што је резултирало спором око немачког престола: два изабрана краља, Филип Швапски и Отон од Брунсвика, претендовали су на трон. Оба противника су наредних година покушавала да уз европску и папску подршку, уз помоћ новца и поклона, кроз демонстративне јавне наступе и ритуале, сами реше сукоб подизањем чинова или војним и дипломатским мерама. Филип је све више могао да потврди своју краљевску власт против Отона северно од Алпа. Међутим, на врхунцу своје моћи, убијен је 1208. Тиме је окончан спор за престо; његов противник Отон брзо је стекао признање титуле. Филип је био први немачки краљ који је убијен током своје владавине. Међу потомцима, Филип је један од мало запажених владара из династије Хоенштауфена.

## Младост
Био је брат цара Хенрика VI. Постао је бискуп од Вирцбурга. Пратио је брата Хенрика VI на његову походу 1191. у Италију. Поново путује 1195. у Италију и постаје војвода Тоскане добијајући огромне поседе, а 1196. постаје војвода Швабије. Био је ожењен ћерком византијског цара.
Филип је рођен у Павији или близу ње у Царском краљевству Италије као десето дете и осмо (али пети и најмлађи преживели) син Фридриха I Барбаросе, краља Немачке и цара Светог римског царства и његове друге жене Беатриче I, грофице од Бургундије. Његова породица по оцу била је племићка и владарска династија Хоенштауфен, име које су династији дали историчари од 15. века. Порекло породице и данас је нејасно; преци по очинској страни били су малолетни племићи и њихова имена нису сачувана. Све што се зна о Барбаросином прадеди Фридрику од Бирена је да се оженио женом по имену Хилдегард (чије је сопствено поркло било спорно: била је члан или породице Комитал из Егисхајм-Дагсбурга или опскурне породице Шлетштат). Пре неколико година се претпостављало да имање Шлетштата није припадало Хилдегарди већ њеном  мужу и Хоенштауфени стога нису били швапска већ алзашка породица. Тек око 1100. године породица под војводом Фридрихом I од Швапске се налази у источношвапској долини Ремса.
Много важнија за породицу Хоенштауфен била је престижна веза са Салијском династијом. Бака цара Фридриха I Барбаросе била је Агнеза, ћерка цара Хенрика IV, цара Светог римског царства. Филипов отац је себе видео као директног потомка првог салијског владара цара Конрада II, кога је више пута у документима спомињао као свог претка. Након изумирања Салијске династије по мушкој линији 1125. године, прво Фридрих II, војвода од Швапске (Барбаросин отац), а потом и његов брат Конрад, узалуд су покушавали да присвоје краљевско достојанство позивајући се на своје порекло од Салијца. Године 1138. Конрад III је коначно изабран за краља Немачке, као први потомак швапске династије Хоенштауфен који је изабран за краља Римљана, против жестоког отпора супарничке династије Велф. Године 1152. краљевско достојанство је глатко прешло на синовца краља Конрада III, Фридриха I Барбаросу, који је такође био цар Светог римског царства од 1155. надаље. Барбароса се уплео у сукоб са папом Александром III. Тек 1177. године дуготрајни сукоб цара са папом и италијанским градовима Ломбардске лиге могао је бити решен Венецијанским уговором.
Хоенштауфени никада раније нису користили име Филип. Принц је добио име по келнском надбискупу Филипу, који је у то време био важан помоћник и поверљива особа Барбаросе. Име келнског надбискупа је тако примљено у краљевску породицу. За историчара Герда Алтофа, ова показна почаст чини „опипљивим Барбаросине припреме за сукоб са Хенриком Лавом“. Нешто касније, келнски надбискуп је одиграо кључну улогу у свргавању моћног војводе од Баварске и Саксоније.
Као дете, Филип је у почетку био спреман за црквену каријеру. Научио је да чита, а такође и латински, па је смештен у Премонстратски манастир у Аделбергу ради даљег школовања. Од априла 1189. до јула 1193. Филип је био проректор у саборној цркви у Ахенској катедрали, док је његов отац отишао из Немачке у Трећи крсташки рат 1189. године, али се следеће године удавио у реци Гексу (Салеп) у Анадолији. Године 1190. или 1191. Филип је изабран за принца-бискупа Вирцбурга, али без посвећења, вероватно због интервенције његовог брата Хенрика VI. Године 1186. цар Хенрик VI се оженио са принцезом Констанцом, тетком краља Вилијама II од Сицилије; ово је Хоенштауфенима дало могућност уједињења Краљевине Сицилије са Светим римским царством (unio regni ad imperium). Као резултат тога, међутим, дошло је до погоршања односа са папом, јер је Света столица желела да задржи феудалне претензије на Краљевину Сицилију. У пролеће 1193. Филип је напустио свој црквени позив, можда због бездетности царског пара; такође, три друга Филипова брата такође су била без мушких наследника: војвода Фридрих VI од Швапске је већ умро 1191. године, а Конрад од Ротенбурга, који га је наследио као војвода од Швапске, био је неожењен. Осим тога, Отон I, гроф Палатин од Бургундије, иако већ ожењен, још није имао мушких потомака. Међутим, испоставило се да је забринутост царског пара била неоснована. Царица Констанца је 26. децембра 1194. у Јесију родила сина, потоњег Фридриха II, цара Светог римског царства. Док је цар био одсутан, принчеви су крајем 1196. у Франкфурту изабрали његовог двогодишњег сина Фридриха за краља Римљана; овим потезом, цар Хенрик VI је желео да реши питање наслеђа пре него што се припреми за крсташки рат 1197.
Да би побољшао односе са Византијским царством, цар Хенрик VI је у априлу 1195. верио Филипа са Ирином Анђел, ћерком цара Исака II и удовицом краља - савладара Руђера III од Сицилије, даму коју је Валтер фон дер Вогелвајд описао као „ружу без трна, голуб без лукавства“: она је била међу заробљеницима цара Хенрика VI када је напао Сицилију 1194. Почетком 1195. Филип је пратио свог царског брата на путовању на Сицилију и на Ускрс 1195. постао је маркгроф Тоскане, добивши спорне Матилдинске земље; у његовој пратњи у Италији био је Минезингер Бернгер фон Хорхајм. Филипова владавина Тосканом донела му је непријатељство папе Целестина III, који га је екскомуницирао. Дана 3. маја 1196, Филип је последњи пут документован као маркгроф Тоскане. После убиства његовог брата Конрада у августу 1196, Филип га је наследио на месту војводе од Швапске. Венчање Филипа и Ирене Анђел (која је преименована у Марију након венчања) се вероватно догодила на Педесетницу (25. маја) 1197. у брду Гунзенле близу Аугсбурга. У браку са својом супругом сада војвоткињом Ирином има је пет ћерки:
- Беатрикс (април/јун 1198 – 11. август 1212), која се удала за ривала свог оца, цара Отона IV[18] 22. јула 1212. и умрла три недеље касније без потомства.
- Марија (1199/1200 – 29. март 1235), која се удала за будућег војводу Хенрика II од Брабанта[19] пре 22. августа 1215. и имали су потомство.
- Кунигунда (фебруар/март 1202 – 13. септембар 1248), која се удала за чешког краља Вацлава I[18] 1224. и имали су потомство
- Елизабета (март/мај 1205 – 5. новембар 1235), која се удала за краља Фернанда III од Кастиље[2] 30. новембра 1219. и имали су потомство
- Ћерка[20] (постхумно рођена и умрла 20/27. августа 1208). Она и њена мајка умрле су након компликација на порођају.

Извори су идентификовали два сина која су умрла убрзо по рођењу, Рејналда и Фридриха, такође рођених у браку Филипа и Ирине-Марије Анђел, који су обојица сахрањени у опатији Лорч заједно са својом мајком. Међутим, није било савремених извора који би без сумње могли да утврде њихово постојање.

## Постаје краљ
Уживао је велико поверење свога брата, тако да је Хенрик VI њему наменио улогу стараоца његова малољетна сина Фридриха II у случају да Хенрик VI превремено умре.
Хенрик VI је умро 1197, баш кад је Филип Швапски кренуо по Фридриха II на Сицилију. Настојао је заштити интересе свога нећака и настојао је сузбити неред, који је избио по Хенриковој смрти. Збивања су међутим била много јача од њега. Било је јако противљење намери да дечак Фридрих II буде краљ, тако да је Филип Швапски морао невољно да пристане да он буде краљ. Изабран је за краља Немачке у Милхаузену дана 8. марта 1198. Крунисан је у Мајнцу дана 8. септембра 1198. године.

## Борба за престо

### Избијање сукоба
Филип је у великој мери уживао поверење свог брата цара Хенрика VI, и изгледа да је одређен као старатељ за царевог малолетног сина, у случају цареве ране смрти. У септембру 1197. Филип је пошао у Апулију по принца Фридриха како би га одвео на његово крунисања за краља Римљана у Ахен. Док је боравио у Монтефијасконеу, стигла му је вест о изненадној смрти цара Хенрика VI у Месини 28. септембра 1197. и одмах се вратио у Немачку. Изгледа да је желео да заштити интересе свог синовца  и да угуши побуне које су уследиле након смрти цара Хенрика VI: Филип је 21. јануара 1198. издао повељу грађанима Шпајера, у којој је навео да делује у име краља Фридриха; међутим, сустигли су га догађаји.
У међувремену, један број кнежева Светог римског царства непријатељски расположени према владајућој династији Хоенштауфен под вођством кнеза-надбискупа Адолфа од Келна искористили су прилику да изаберу немачког антикраља у лику Велфа Отона од Брунсвика, другог преживелог син бившег саксонског војводе Хенрика Лава и сестрића енглеског краља Ричарда I. Он никако није био Адолфов омиљени кандидат, јер је надбискупија Келна имала значајне користи од пада моћног војводе Хенрика Лава. Уместо тога, група финансијски јаких грађана подржала је претензије војводе Отона. У замену за његову подршку, надбискуп је могао да смањи велики терет дуга своје бискупије. Непријатељство према краљевској власти детета је расло, па су Филипа изабрали гибелини за браниоца царства током Фридриховог малолетства, а војвода Отон I Бургундски, једини живи Филипов старији брат који је био заобиђен јер је сматран неефикасним и заузетим решавањем проблеми у сопственом феуду, такође га је подржао. Коначно је пристао на сопствени избор у Нордхаузену. 6. марта 1198. године, пред црквеним и световним великашима присутним у Ихтерсхаузену, изјавио је да је спреман да буде изабран за краља. Два дана касније (8. марта) Филип је изабран за немачког краља у Милхаузену у Тирингији. Избори су одржани у недељу Лаетаре, на дан који је имао значајан симболички значај у хоенштауфенској краљевској традицији. Иначе, постојао је низ симболичких недостатака: иако су га на изборима подржали војвода Леополд VI од Аустрије, војвода Отакар I од Бохемије, војвода Бертхолд V од Царингена и ландгроф Херманн I од Тирингије, сва три рајнска надбискупа (Келн, Мајнц и Трир), који је традиционално обављао важан церемонијални чин институције, изостао је на Филиповом избору, а Милхаузен је био необична локација за избор краља. За Милхаузен, у периоду владавине династије Хоенштауфен до Филиповог избора за краља, само је једном служио као резиденција владара. Овим избором локације, Филип је можда желео да симболично избрише понижење које је његов пра-стриц краљ Конрад III претрпео у јесен 1135. у Милхаузену током његовог потчињавања цару Лотару III. Уместо тога, царске регалије (круна, мач и шар) биле су у Филиповом поседу. Његовог ривала цара Отона IV је тек 9. јуна 1198. у Келну изабрао надбискуп Адолф (који је купио гласове одсутних надбискупа). У избору Велфа учествовали су само бискуп Падерборна, бискуп Миндена Титмар и три кнеза-бискупа. Након свог избора, Филип није успео да брзо организује крунисање. Уместо тога, преселио се у Вормс поред свог повереника, бискупа Луитполда. Филипово неодлучно понашање дало је цару Отону IV прилику да га 12. јула 1198. крунише законити крунитељ („Конигскронер“) Адолф од Келна на традиционалном царском месту у Ахену, које је претходно морало бити осигурано због отпорверних присталица династије Хоенштауфен.
У царству без писаног устава, решење је морало да се нађе под условима консензуалног система владавине где су постојале ривалске претензије. Ове навике су договорене кроз консултације на судским састанцима, синодима или другим скуповима. Тако успостављен консензус био је најважнији процес за успостављање реда у средњем веку. У борби за немачки трон, један од ривала је могао дугорочно да победи само ако је другој страни понуђена одговарајућа компензација. Било је потребно да се слабијем противнику понуде одговарајући услови како би лакше одустао од претензија на титулу и сачувао своју част.
У првих неколико месеци након избора за краља, Филип није успео да изда документа и тиме потврди своју краљевску власт. Његов први сачувани краљевски документ, издат бискупу Бертраму од Меца, датира из Вормса 27. јуна 1198. године. Два дана касније, Филип је склопио савез са француским краљем Филипом II. У катедрали у Мајнцу 8. септембра 1198. није био надбискуп Келна, као обично, већ надбискуп Ајмон II од Тарентаисеа који је крунисао Филипа за немачког краља. Неизвесно је да ли је уз њега крунисана и његова супруга. Упркос овим кршењима consuetudines (Царина) када је изабран и крунисан за краља, Филип је успео да уједини већину кнежева око себе. За кнежеве, имовина и порекло били су од суштинског значаја за њихову подршку Филипу. Ипак, знао је да мора да реши сукоб са Отоном и његовим присталицама. Први покушај посредовања надбискупа Конрада од Мајнца 1199. Велф је одбио.
Обе стране су се залагале за крунисање за цара Светог римског царства од стране папе Иноћентија III, а тиме и за признавање њихове владавине. Сам папа је деловао тактички пре него што се одлучио за једну од сукобљених страна; ово је дало прилику да се више пута контактира Света Столица путем писама и посланстава. Папа Иноћентије III је желео свим средствима да спречи unio regni ad imperium (поновно уједињење Светог римског царства и Краљевине Сицилије, чији је господар био и желео да постане), а такође је био забринут због  претензија Хоенштауфоваца на централну Италију. За папу, питање послушности било је одлучујући фактор у одређивању који ће кандидат имати папско признање (favor apostolicus). За разлику од Отона, Филип се по овом питању много опрезније изражавао према папи.
У првим месецима 1199. присталице Велфа су тражили потврду одлуке и позвали су папу да Отона IV крунише за цара Светог римског царства. Присталице Хоенштауфена су 28. маја 1199. године повукле Декларацију кнеза Шпајера (Speyerer Fürstenerklärung), којом су одбацили било какво папско вршење утицаја на царску линију наслеђивања. У овом тренутку, Филип је могао имати подршку 4 надбискупа, 23 царска бискупа, 4 царска опата и 18 световних царских кнежева; они су самоуверено апеловали на кнежевску већину и најавили поход у Рим на царско крунисање.
На прелазу 1200/01. године, папа је подвргао кандидате за царско крунисање критичком испитивању. У Bull Deliberatio domni pape Innocentii super facto imperii de tribus electis, папа је навео разлоге за и против подобности одговарајућих кандидата: Филипов синовац цар Фридрих II је стављен по страни због своје младости, а краљ Филип је у очима папе био „син расе прогонитеља“ цркве (genus persecutorum) јер се његов отац цар Фридрих I Барбароса годинама борио против папства. Насупрот томе, Отонови преци су увек били верни следбеници цркве. Цар Отон IV се такође заклео на велике уступке Светој столици у Нојској заклетви 8. јуна 1201, уверавајући га да неће тежити уједињењу Светог римског царства са Краљевином Сицилија. Тако је папа изабрао Велфа и екскомуницирао краља Филипа и његове присталице. Папска пресуда у корист цара Отона IV није имала већег ефекта у царству.

## Уздиже се у противкраља и почиње грађански рат
У међувремену, један део кнежева под вођством надбискупа Келна Адолфа Алтенског показује непријатељско расположење према Филипу Швапском. Они бирају антикраља Отона IV, сина Хенрика Лава из династије Велф. Уследио је грађански рат. Филип Швапски добија јаку подршку са југа Немачке, тако да постиже знатан успех. Током 1199. успева да пренесе рат на противничку територију. Међутим није могао да добије подршку папе Иноћентија III, а француски краљ Филип Август му готово ништа не помаже.
Пошто постиже успехе и 1200. папа почиње да од 1201. ради за Отона IV, јер папа од Отона добија слободне руке у Италији. Током 1202. и 1203. Филип Швапски је губио, јер је Отон IV био потпомогнут од краља Бохемије Отокара I и од грофа Тирингије Хермана. Филип је зато неуспешно покушао да се измири са папом Иноћентијем III.

## Учвршћивање власти
Од тада су оба краља покушавала да придобију неодлучне или противнике. Да би се постигао овај циљ, било је мање великих одлучујућих битака, али су морале бити ојачане личне везе између владара и великаша. То се догодило зато што су верници, рођаци и пријатељи били фаворизовани поклонима или преносом царске имовине, или брачном политиком која је требало да ојача подршку или промовише промену стране. У аристократском друштву, оба ривала за немачки престо, су водила рачуна о рангу и угледу великаша, како би подршку уз њихову постали што утицајнији.
У наредних неколико година контроверзе око престола, акти представљања власти били су од огромног значаја, јер се у њима не само представљало краљевство, већ се откривала и улога великаша у дотичном систему владавине. Краљ Филип је мало учинио да симболично представи своје краљевство. Године 1199. Филип и Ирена-Марија прославили су Божић са огромним сјајем (cum ingenti magnificentia) у Магдебургу — у близини Отонове резиденције у Брунсвику — у присуству асканског војводе Бернарда од Саксоније и бројних саксонских и тириншких племића. Савремени извори су критиковали велике трошкове на фармама као губитак, претпостављајући доследну модернизацију и ефикаснију владавину; новије студије, међутим, виде трошкове дворског фестивала мање као бескорисну потрошњу, већ као резултат циља стицања славе и части. Дан Магдебуршког двора на Божић сматра се првим врхунцем у борби за краљевско достојанство. Неки од присутних кнежева су својим учешћем изразили прву јавну подршку Хоенштауфенима. Присутни су били хроничар Гесте бискупа Халберштата и песник (Minnesänger) Валтер фон дер Вогелвајде. Валтеров опис великог сјаја свечаности Магдебуршког двора у низу песама и песама под називом „Изрека за Божић у Магдебургу“ (Spruch zur Magdeburger Weihnacht) у циљу ширења репутације Филипа као способног владара. Филипову способност да влада као краљ треба да покаже богато одевање и достојанствен изглед учесника фестивала. На Божић је краљ у свечаној поворци са својом сјајно обученом женом отишао на службу под круном. Саксонски војвода Бернард носио је пред собом краљев мач и исказао подршку Хоенштауфенима. Служба мачоноша није била само часна одлика, као што су истраживања дуго претпостављала, већ је према историчару Герду Алтхоффу била и знак показне подређености. У том случају наглашаване су личне везе, јер је и сам Бернард 1197. намеравао да се бори за краљевско достојанство. Уз то, Бернард је себе сматрао најбоље заштићеним од могуће експропријације његовог војводства Саксоније од стране Велфа кроз његову подршку Хоенштауфенима. Уздизање костију царице Кунигунде Луксембуршке, коју је папа канонизовао 1200. године, свечано је прослављено у Магдебуршкој катедрали 9. септембра 1201. у Филиповом присуству.
Такође 1201. краља Филипа је посетио његов рођак Бонифације од Монферата, вођа Четвртог крсташког рата. Иако су Бонифацијеви тачни разлози за сусрет са Филипом непознати, док је на Филиповом двору упознао и Алексија Анђела, Филиповог шурака. Неки историчари сугеришу да је управо овде Алексије убедио Бонифација, а касније и Млечане, да скрену крсташки рат на Цариград и врате Исака II на престо, пошто га је недавно збацио цар Алексије III, Алексијев и Ирине-Марије, стриц.
За разлику од његовог оца цара Фридриха I Барбаросе, за краља Филипа нису долазили у обзир брачни уговори са страним краљевским породицама; његова брачна политика била је искључиво везана за спор око немачког престола. Године 1203. покушао је да пронађе равнотежу са Светом столицом кроз брачни договор, у којем је краљ Филип желео да уговори веридбу једне од својих ћерки са нећаком папе Иноћентија III. Међутим, краљ Филип се није слагао са важним тачкама које је Папа захтевао, као што су извођење крсташког рата, враћање незаконито одузете робе Римској цркви или уступак канонским изборима, због чега су преговори о браку са папом пропали.
За разлику од цара Отона IV, краљ Филип је био спреман да поштује достигнућа својих верних следбеника. Хоенштауфен је успео да привуче на своју страну важне присталице Велфа кроз поклоне и награде. Награђивање присталица била је једна од најважнијих дужности владара. Чешки војвода Отакар I добио је краљевско достојанство 1198. године за своју подршку. Краљ Филип је наградио грофа Вилхелма II од Јулиха вредним поклонима за његову изражену вољу да придобије све Отонове важне присталице за Хоенштауфена. Цар Отон IV је, међутим, одбио да свом брату Хенрику да град Брауншвајг и замак Лихтенберг у пролеће 1204. Хенрик је тада прешао на страну Хоенштауфена. За његову промену лојалности, краљ Филип не само да му је вратио Рајнски округ, већ је био и уступљен Vogtei преко Гослара и награђен новчаним исплатама. Промена грофа Палатина била је одлучујућа за широко удаљавање од Велфа.
Током опсаде Вајсензеа 17. септембра 1204, ландгроф Херман од Тирингије понизно се потчинио Хоенштауфенима. То је једини случај подношења (deditio) кроз који историјски извори пружају детаљне информације. Према хроничару Арнолду од Либека, Краљ Филип се обратио Ландграфу „док је тако дуго лежао на земљи“ о својој „нелојалности и глупости“. Тек по заступништву присутних био је подигнут са пода и примио пољубац мира од краља. Херман је у почетку подржавао цара Отона IV, па је прешао на страну краља Филипа 1199. године, а затим се поново придружио цару Отону IV 1203/04. године. Ландгроф је успео да задржи своју титулу и имовину након што се потчинио и остао је на страни Хоенштауфена све док краљ Филип није убијен.
У новембру 1204. надбискуп Келн Адолф и војвода Хенрик I од Брабанта такође су прешли на Филипову страну у Кобленцу. Војвода од Брабанта је примио Мастрихт и Дуизбург, а келнски надбискуп је био у могућности да задржи своју позицију у избору и рукоположењу за краља и награђен је са 5.000 марака јер је стао на страну краља Филипа. Растући промет новца у позном средњем веку утицао је на кнежеве у њиховим одлукама за војну подршку. Преласком келнског надбискупа на његову страну, Филипова документарна продукција је такође значајно порасла. Међутим, већина грађана Келна остала је на страни Велфа. Обавезе подршке надбискупа Адолфа и војводе Хенрика I од Брабанта биле су прве документоване од споразума Хоенштауфен-Церинген из 1152. Двоструки избори су такође прекретница, јер су означили почетак писаних савеза у царству северно од Алпа. Број закључених уговора такође је порастао током борбе за престо. Међутим, ови писани споразуми су редовно кршени из политичких разлога. Племићи су покушали да искористе политичку ситуацију да прошире своје регионалне кнежевине. Ландгроф Херман од Тирингије, Филипов рођак, мењао је страну пет пута од почетка грађанског рата до избора Фридриха II за цара у септембру 1211. године. Према историчару Стефану Вајнфуртеру, релативизација папине заклетве такође је била од суштинског значаја за кршење уговора. Папа Иноћентије III саветовао је духовним и световним кнезовима да се потчине само његовом суду. Са војводом од Брабанта, Филип јача везе 1207. године веридбом своје ћерке Марије са Хенриком, наследником војводства Брабанта. Као резултат тога, Хенрик I би требало да буде блиско везан за Хоенштауфене.
После дуготрајних сукоба између надбискупа Келна и краља Филипа, ред је морао да се успостави на демонстративан начин. Филип се преселио у Келн на симболичну Цветну недељу. Адвентус (формално улазак у град) имао је „функцију омажа, свечаног признања владавине краља“. Поред тога, бројне присталице Велфа на Доњој Рајни и из Вестфалије придружиле су се Хоенштауфену. Краљ Филип је сада успео да иза себе уједини велики број присталица у Светом римском царству. Основа за Филипов успех против Отонових следбеника била је „мешавина претњи, обећања и поклона“. Поводом обнове крунисања у Ахену, келнски надбискуп је отишао у сусрет краљу Филипу са „највећим приказом сјаја и понизности” испред зидина. На тај начин надбискуп је јавно признао Филипа за краља. Дана 6. јануара 1205, Филип је поново крунисан великом церемонијом на традиционалном месту крунисања у Ахену од правог окрунитеља („Königskröner“), надбискупа Келна. Овом мером краљ Филип је узео у обзир част надбискупа и, чувајући своје право на крунисање у Ахену, учинио да се потчини дуго вођеном краљу прихватљивом за њега. Понављање крунисања је такође разјаснило мрљу његовог првог крунисања 1198.
Дана 27. јула 1206. Филип је у Васенбергу победио келнску војску лојалну цару Отону IV. То је био једини пут да су се састале војске два краља. После битке, два краља су се први пут срела. Састанак се одржао атмосфери поверљивости (colloquium familiare) и понудила је неопходну пажњу за част два краља. Директни преговори у јавности били су прилично необични у то време. Међутим, преговори су пропали. Папа Иноћентије III је такође приметио Отонов пад у царству и месец или два касније краљ Филип је ослобођен папске екскомуникације. Папа је 1207/08 пришао краљу Филипу и почели су преговори о царском крунисању, а такође се чинило вероватним да је закључен уговор којим су обновљени преговори о браку папиног нећака са једном од Филипових ћерки и добијање спорне територије. Тоскане.

## Преокрет — поновно крунисање
Током 1204. долази до преокрета. Енглеска, која је подржавала Отона IV је поражена од Француске, па Отон остаје без финансијске помоћи. Мало по мало Отона напуштају савезници. Херман Тириншки, надбискуп Келна Адолф Алтенски и Хенрик Брабантски покоравају се Филипу Швапском. Адолф Алтенски поново крунише Филипа Швапског 6. јануара 1205. у Ахену. Рат је престао тек 1207, а исте године се и Филип измирио са папом.
Убијен је 21. јуна 1208, када се спремао да скрши задње мало упориште.

## Двор
Од 12. века двор се развио у централну институцију краљевске и кнежевске власти. Био је то „центар одлучивања и позориште моћи, центар потрошача и забаве, центар за дистрибуцију, посреднички центар за моћ и за новац и добра и друштвене могућности, за укусе, идеје и моду свих врста“. Средњовековна краљевска власт вршила се у царству без престонице кроз покретну владавину. Филип је морао да прође кроз краљевство и тиме својој владавини да ваљаност и ауторитет. Великаши царства окупљали су се на већању у дворске дане. За Филипову владавину познато је 28 Хофтага, од којих се само 12 одиграло унутар Хоенштауфенове сфере утицаја. Нешто више од 630 људи може се наћи на Филиповом двору између 1198. и 1208. године, од којих је око 100 припадало краљевом унутрашњем кругу, што је „сведочено у нешто уочљивијој густини у кругу Хоенштауфена“. Бискупи Конрад од Хилдесхајма, Хартвиг од Ајхштата и Конрад IV од Регензбурга и посебно Конрад од Шпајера придружили су се Филиповом двору. Насупрот томе, ниједан од световних принчева није тако блиско и често посведочен на двору као бискуп Конрад од Шпајера. Војвода Бернхард од Саксоније, војвода Лудвиг I од Баварске и маркгроф Теодорик I од Мајсена вероватно су имали најинтензивнији контакт унутар двора. Они су значајно профитирали од пада војводе Хенрика Лава и бојали су се да ће његов син Отон IV добити приступ наследству Велфа. Министријали су у Хенрику од Калдена имали свог најистакнутијег представника: он није био само војсковођа, већ је утицао и на Филипову политику уговарајући лични сусрет са Отоном IV. Помиње се у више од 30 повеља, а такође и у наративним изворима.
Најважнији део двора била је канцеларија. Филипова канцеларија ослања се на традицију канцеларије цара Хенрика VI. И на друге начине, Филипов систем докумената се не разликује од система његових Хоенштауфенских претходника. За разлику од својих претходника, његовог ривала цара Отона IV и његовог нећака цара Фридриха II, краљ Филип је имао мало печата. Војводски печати за Тоскану и Швапску, као и воштани печат и златни бик за краљевски период су проверљиви. Ово је вероватно због чињенице да није добио царску круну, јер би то довело до промене титуле. Са доделом повеља, краљ Филип је стигао знатно даље на север, северозапад (Бремен, Утрехт, Зутфен) и југозапад (Савоја, Валенса) да би потврдио своју власт. Издавањем повеља Филип је желео да своје присталице и на овим просторима ближе веже за себе. Његов итинераријум је обликован као ниједан други владајућег владара из династије Хоенштауфен политичком ситуацијом борбе за престо. Готово уредно кретање кроз царство уз континуирану нотарску активност није се догодило. Уместо тога, може се идентификовати регионализација итинерара, додела повеља и посета двору, што је историчар Бернд Шуте протумачио као „повлачење краљевске централне власти“.
Краљ Филип се сматра „првим римско-немачким владаром чији је двор имао дворску поезију и који је и сам постао предмет дворске поезије.“ Валтер фон дер Вогелвајде је посветио посебну песму Дану Магдебуршког двора 1199. године, у којој је одао почаст краљу Филипу као владару. Током своје кратке владавине, краљ Филип није имао прилику да промовише уметност или гради зграде. Духовне установе он није нарочито промовисао.

## Атентат
Од краја маја 1208. краљ Филип се припремао за поход против цара Отона IV и његових савезника. Он је отказао планове да би присуствовао венчању своје синовице грофице Беатриче II од Бургундије са војводом Отом од Мераније 21. јуна у Бамбергу. После венчања, краљ се повукао у своје приватне одаје. Поподне га је убио гроф Ото VIII од Вителсбаха. После убиства, гроф Отон VIII је успео да побегне са својим присталицама. Бамбершки бискуп Екберт и његов брат, маркгроф Хенрик II од Истре, били су осумњичени да су знали за планове. Други средњовековни историчари изразили су сумњу у саучесништво или су игнорисали друге могуће починиоце.
Први пут од краја династије Меровинга један краљ је убијен. Поред Албрехта I Хабзбуршког (1308), Филип је једини римско-немачки владар који је убијен. Ниједан хроничар није био сведок убиства. У савременим изворима има мало сагласности о току убиства. Већина средњовековних хроничара је повлачење обећања брака видела као мотив за убиство. Чак и у далекој Пјаченци, Филипово убиство је и даље било повезано са неуспелим брачним догодовром. Наводно је потомак Вителсбаха, већ познат по свом нестабилном карактеру, пао у биес када је сазнао да је њен отац, војвода Пјаченце, Хенрик I Брадати, раскинуо његову веридбу са Гертрудом Шлеском, који је очигледно био обавештен о томе да је гроф Ото VIII сурове склоности и у чину бриге за своју младу ћерку одлучио да раскине брачни уговор. Касније, после несрећног похода на Тирингију, краљ Филип је у лето 1203. верио своју трећу ћерку Кунигунду за грофа Отона VIII како би га учинио поузданим савезником у борби против ландгрофа Хермана I од Тирингије. У наредним годинама краљ Филип је све више успевао да ојача своју краљевску власт, тако да је веридба са Вителсбахом за њега постала бесмислена; новембра 1207. краљ је верио Кунигунду са Вацлавом, сином и наследником чешког краља Отакара I, на Хофтагу у Аугсбургу. Краљ Филип се надао да ће овим бракм добити трајну подршку Бохемије. За грофа Отона VIII ово понашање је било чин издаје и такође је осећао да је његов друштвени статус угрожен; заклео се на освету немачком краљу, кога је окривио за обе одбачене веридбе, што је кулминирало убиством у Бамбергу.
Од пажљиве анализе историчара Едуарда Винкелмана у 19. веку, истраживања су претпоставила да је гроф Отон VIII од Вителсбаха деловао као усамљени починилац. Насупрот томе, историчар Бернд Улрих Хукер направио је „свеобухватан заверенички план“ 1998. и посумњао у „државни удар“. Андешке војводе од Мераније, француски краљ Филип II и војвода Хенрик I од Брабанта требало је да буду укључени у ову свеобухватну заверу; наводно су завереници планирали да поставе војводу од Брабанта на немачки престо. Али Хакерова хипотеза о пучу није превладала. Остаје да се види какву би корист француски краљ имао од уклањања краља Филипа и његове замене војводом од Брабанта. Кућа Андекова, као лојални Филипови следбеници, који су често боравили на његовом двору и били заштићени од њега, није била заинтересована за његову смрт.

## Последице
Краљ Филип је првобитно сахрањен у катедрали у Бамбергу, у истој катедрали су сахрањени цара Хенрик II и краљ Конрада III. Његов ривал цар Отон IV пустио је да се атентатори немилосрдно прогањају и желео је да докаже своју невиност. Само Annales Pegaviensis (хроника опатије Пегау) сматра да су присталице цара Отона IV одговорне за убиство. Филипова удовица краљица Ирена-Марија, трудна у то време, нашла је уточиште у замку Хоенштауфен, умрла је само два месеца након краљеубиства у Бамбергу од последица побачаја. Након Филипове смрти, цар Отон IV је брзо победио остале присталице Хоенштауфена, проглашен је за немачког монарха на царској скупштини у Франкфурту у новембру 1208. и крунисан за цара Светог римског царства од стране папе Иноћентија III следеће године. За новог потпуно признатог немачког краља најважнији циљ је био да успостави ред у царству. У ту сврху је успостављен Landfrieden и уведена је царска забрана Филиповог убице и наводних саучесника, браће Андех, бискупа Екберта од Бамберга и маркгрофа Хенрика II од Истре. Као резултат тога, изгубили су све резиденције, права и имовину. Поред тога, договорена је веридба цара Отона IV са Беатрикс, Филиповом најстаријом ћерком. Филиповог убицу Отона VIII од Вителсбаха (сада осуђеног као  vogelfrei) пронашао је у марту 1209. Рајхсмаршал Хенрик од Калдена у житници на Дунаву близу Регензбурга и одсекао му главу. Браћа Андех су, међутим, политички рехабилитована три године касније.
Међутим, цар Отон IV је убрзо ушао у сукоб са папом Иноћентијeм III када је 1210. покушао да освоји Краљевину Сицилију, што је довело до његове екскомуникације. Велф је изгубио консензус о својој владавини у царству северно од Алпа, а део кнежева се одрекао завета послушности Отону IV и изабрао Филиповог синовца цара Фридриха II за супарничког цара (alium imperatorem). Године 1212. цар Фридрих II се преселио у северни део царства. На прелазу 1213/14. године, владавина цара Фридриха II у царству северно од Алпа још није била обезбеђена. У овој ситуацији, цар Фридрих II је наредио да се пренесу Филипови посмртни остаци из Бамберга у Шпајер. Изгледа да цар Фридрих II није дошао лично у Бамберг ради преноса тела. Бамберг су вероватно избегавали каснији владари Хоенштауфена због Филиповог убиства. На Божић 1213. Филипови посмртни остаци поново су сахрањени у катедрали Шпајер, која се сматрала задужбином династије Салијске - Хоенштауфен и била је најважније место где се сахрањују римско-немачки владари. Преносећи тамо посмртне остатке свог стрица краља Филипа, цар Фридрих II је успео да задобије поверење Хоенштауфенских присталица и учврсти своју позицију против својих противника. У Шпајеру се годишњица Филипове смрти обележавала на сличан начин од средине 13. века као и салијског цар Хенрика IV. Краљ Филип је последњи римско-немачки краљ, који је наведен у обе средњовековне књиге упокојених каптола у Шпајерској катедрали. Бамбершки коњаник, фигура уклесана у камену на Бамбершкој катедрали око 1235. године, више пута се помиње као Филип; па историчар Ханс Мартин Шалер у њему види покушај да се одржи успомена на краља Филипа. Али ова фигура такође може да представља или римског цара Светог Константина I Великог, угарског краља Светог Стефана I, или цареве Хенрика II и Фридриха II.

## Породично стабло
|  |                                               |  |  |  |  |  |  |  |  |  |  |  |  |  |  |  |
|  | 16. Frederick von Büren                       |  |  |  |  |  |  |  |  |  |  |  |  |  |  |  |
|  |                                               |  |  |  |  |  |  |  |  |  |  |  |  |  |  |  |
|  |                                               |  |  |  |  |  |  |  |  |  |  |  |  |  |  |  |
|  | 8. Фридрих I Швапски                          |  |  |  |  |  |  |  |  |  |  |  |  |  |  |  |
|  |                                               |  |  |  |  |  |  |  |  |  |  |  |  |  |  |  |
|  |                                               |  |  |  |  |  |  |  |  |  |  |  |  |  |  |  |
|  | 17. Hildegard von Bar-Mousson                 |  |  |  |  |  |  |  |  |  |  |  |  |  |  |  |
|  |                                               |  |  |  |  |  |  |  |  |  |  |  |  |  |  |  |
|  |                                               |  |  |  |  |  |  |  |  |  |  |  |  |  |  |  |
|  | 4. Фридрих II Швапски                         |  |  |  |  |  |  |  |  |  |  |  |  |  |  |  |
|  |                                               |  |  |  |  |  |  |  |  |  |  |  |  |  |  |  |
|  |                                               |  |  |  |  |  |  |  |  |  |  |  |  |  |  |  |
|  | 18. Хајнрих IV, цар Светог римског царства    |  |  |  |  |  |  |  |  |  |  |  |  |  |  |  |
|  |                                               |  |  |  |  |  |  |  |  |  |  |  |  |  |  |  |
|  |                                               |  |  |  |  |  |  |  |  |  |  |  |  |  |  |  |
|  | 9. Агнеса од Немачке                          |  |  |  |  |  |  |  |  |  |  |  |  |  |  |  |
|  |                                               |  |  |  |  |  |  |  |  |  |  |  |  |  |  |  |
|  |                                               |  |  |  |  |  |  |  |  |  |  |  |  |  |  |  |
|  | 19. Берта Савојска                            |  |  |  |  |  |  |  |  |  |  |  |  |  |  |  |
|  |                                               |  |  |  |  |  |  |  |  |  |  |  |  |  |  |  |
|  |                                               |  |  |  |  |  |  |  |  |  |  |  |  |  |  |  |
|  | 2. Фридрих I Барбароса                        |  |  |  |  |  |  |  |  |  |  |  |  |  |  |  |
|  |                                               |  |  |  |  |  |  |  |  |  |  |  |  |  |  |  |
|  |                                               |  |  |  |  |  |  |  |  |  |  |  |  |  |  |  |
|  | 20. Велф I, војвода Баварске                  |  |  |  |  |  |  |  |  |  |  |  |  |  |  |  |
|  |                                               |  |  |  |  |  |  |  |  |  |  |  |  |  |  |  |
|  |                                               |  |  |  |  |  |  |  |  |  |  |  |  |  |  |  |
|  | 10. Хајнрих IX, војвода Баварске              |  |  |  |  |  |  |  |  |  |  |  |  |  |  |  |
|  |                                               |  |  |  |  |  |  |  |  |  |  |  |  |  |  |  |
|  |                                               |  |  |  |  |  |  |  |  |  |  |  |  |  |  |  |
|  | 21. Јудита Фландријска, грофица Нортумбрије   |  |  |  |  |  |  |  |  |  |  |  |  |  |  |  |
|  |                                               |  |  |  |  |  |  |  |  |  |  |  |  |  |  |  |
|  |                                               |  |  |  |  |  |  |  |  |  |  |  |  |  |  |  |
|  | 5. Јудита од Баварске                         |  |  |  |  |  |  |  |  |  |  |  |  |  |  |  |
|  |                                               |  |  |  |  |  |  |  |  |  |  |  |  |  |  |  |
|  |                                               |  |  |  |  |  |  |  |  |  |  |  |  |  |  |  |
|  | 22. Магнус, војвода Саксоније                 |  |  |  |  |  |  |  |  |  |  |  |  |  |  |  |
|  |                                               |  |  |  |  |  |  |  |  |  |  |  |  |  |  |  |
|  |                                               |  |  |  |  |  |  |  |  |  |  |  |  |  |  |  |
|  | 11. Вулфхилда од Саксоније                    |  |  |  |  |  |  |  |  |  |  |  |  |  |  |  |
|  |                                               |  |  |  |  |  |  |  |  |  |  |  |  |  |  |  |
|  |                                               |  |  |  |  |  |  |  |  |  |  |  |  |  |  |  |
|  | 23. Софија од Угарске                         |  |  |  |  |  |  |  |  |  |  |  |  |  |  |  |
|  |                                               |  |  |  |  |  |  |  |  |  |  |  |  |  |  |  |
|  |                                               |  |  |  |  |  |  |  |  |  |  |  |  |  |  |  |
|  | 1. Филип Швапски                              |  |  |  |  |  |  |  |  |  |  |  |  |  |  |  |
|  |                                               |  |  |  |  |  |  |  |  |  |  |  |  |  |  |  |
|  |                                               |  |  |  |  |  |  |  |  |  |  |  |  |  |  |  |
|  | 24. Вилијам I од Бургундије                   |  |  |  |  |  |  |  |  |  |  |  |  |  |  |  |
|  |                                               |  |  |  |  |  |  |  |  |  |  |  |  |  |  |  |
|  |                                               |  |  |  |  |  |  |  |  |  |  |  |  |  |  |  |
|  | 12. Стефан I од Бургундије                    |  |  |  |  |  |  |  |  |  |  |  |  |  |  |  |
|  |                                               |  |  |  |  |  |  |  |  |  |  |  |  |  |  |  |
|  |                                               |  |  |  |  |  |  |  |  |  |  |  |  |  |  |  |
|  | 25. Stephanie                                 |  |  |  |  |  |  |  |  |  |  |  |  |  |  |  |
|  |                                               |  |  |  |  |  |  |  |  |  |  |  |  |  |  |  |
|  |                                               |  |  |  |  |  |  |  |  |  |  |  |  |  |  |  |
|  | 6. Рено III од Бургундије                     |  |  |  |  |  |  |  |  |  |  |  |  |  |  |  |
|  |                                               |  |  |  |  |  |  |  |  |  |  |  |  |  |  |  |
|  |                                               |  |  |  |  |  |  |  |  |  |  |  |  |  |  |  |
|  | 26. Gerard, Duke of Lorraine                  |  |  |  |  |  |  |  |  |  |  |  |  |  |  |  |
|  |                                               |  |  |  |  |  |  |  |  |  |  |  |  |  |  |  |
|  |                                               |  |  |  |  |  |  |  |  |  |  |  |  |  |  |  |
|  | 13. Beatrix of Lorraine                       |  |  |  |  |  |  |  |  |  |  |  |  |  |  |  |
|  |                                               |  |  |  |  |  |  |  |  |  |  |  |  |  |  |  |
|  |                                               |  |  |  |  |  |  |  |  |  |  |  |  |  |  |  |
|  | 27. Hedwige of Namur                          |  |  |  |  |  |  |  |  |  |  |  |  |  |  |  |
|  |                                               |  |  |  |  |  |  |  |  |  |  |  |  |  |  |  |
|  |                                               |  |  |  |  |  |  |  |  |  |  |  |  |  |  |  |
|  | 3. Беатриче I од Бургундије                   |  |  |  |  |  |  |  |  |  |  |  |  |  |  |  |
|  |                                               |  |  |  |  |  |  |  |  |  |  |  |  |  |  |  |
|  |                                               |  |  |  |  |  |  |  |  |  |  |  |  |  |  |  |
|  | 28. Theodoric II, Duke of Lorraine            |  |  |  |  |  |  |  |  |  |  |  |  |  |  |  |
|  |                                               |  |  |  |  |  |  |  |  |  |  |  |  |  |  |  |
|  |                                               |  |  |  |  |  |  |  |  |  |  |  |  |  |  |  |
|  | 14. Симон I, војвода Лорене                   |  |  |  |  |  |  |  |  |  |  |  |  |  |  |  |
|  |                                               |  |  |  |  |  |  |  |  |  |  |  |  |  |  |  |
|  |                                               |  |  |  |  |  |  |  |  |  |  |  |  |  |  |  |
|  | 29. Hedwige of Formbach                       |  |  |  |  |  |  |  |  |  |  |  |  |  |  |  |
|  |                                               |  |  |  |  |  |  |  |  |  |  |  |  |  |  |  |
|  |                                               |  |  |  |  |  |  |  |  |  |  |  |  |  |  |  |
|  | 7. Агата од Лорене                            |  |  |  |  |  |  |  |  |  |  |  |  |  |  |  |
|  |                                               |  |  |  |  |  |  |  |  |  |  |  |  |  |  |  |
|  |                                               |  |  |  |  |  |  |  |  |  |  |  |  |  |  |  |
|  | 30. Henry III of Leuven                       |  |  |  |  |  |  |  |  |  |  |  |  |  |  |  |
|  |                                               |  |  |  |  |  |  |  |  |  |  |  |  |  |  |  |
|  |                                               |  |  |  |  |  |  |  |  |  |  |  |  |  |  |  |
|  | 15. Аделаида од Левена                        |  |  |  |  |  |  |  |  |  |  |  |  |  |  |  |
|  |                                               |  |  |  |  |  |  |  |  |  |  |  |  |  |  |  |
|  |                                               |  |  |  |  |  |  |  |  |  |  |  |  |  |  |  |
|  | 31. Gertrude of Flanders, Duchess of Lorraine |  |  |  |  |  |  |  |  |  |  |  |  |  |  |  |
|  |                                               |  |  |  |  |  |  |  |  |  |  |  |  |  |  |  |
|  |                                               |  |  |  |  |  |  |  |  |  |  |  |  |  |  |  |